# Giovanni Brunero
Giovanni Brunero, född den 4 oktober 1895 i San Maurizio Canavese, död den 23 november 1934 i Cirié, var en italiensk landsvägscyklist som var professionell från 1919 till 1929. Hans främsta merit är de tre totalsegrarna i Giro d'Italia 1921, 1922 och 1926, vartill kan läggas två segrar i Lombardiet runt (1923 och 1924) och en i Milano–Sanremo (1922).

## Meriter
| 1919 Vinnare av Coppa del Re 7:a i Giro dell'Emilia 7:a i Milano–Modena 1920 Vinnare av Giro dell'Emilia 2:a i Lombardiet runt 3:a i linjelopp vid Italienska mästerskapen 5:a i Milano–Sanremo 5:a i Giro del Piemonte 1921 Vinnare totalt av Giro d'Italia Vinnare av etapp 7 Vinnare av Giro del Piemonte 2:a i linjelopp vid Italienska mästerskapen 2:a i Milano–Sanremo 2:a i Giro dell'Emilia 2:a i Milano–Torino 2:a i Giro della Provincia Milano med Alfredo Sivocci (maj) 3:a i Giro della Provincia Milano med Alfredo Sivocci (oktober) 4:a i Lombardiet runt 5:a i Milano–Modena 8:a i Corsa del XX settembre 1922 Vinnare totalt av Giro d'Italia Vinnare av etapperna 7 och 10 Vinnare av Milano–Sanremo 3:a i linjelopp vid Italienska mästerskapen 3:a i Giro della Romagna 5:a i Lombardiet runt 6:a i Giro del Piemonte 1923 Vinnare av Lombardiet runt Vinnare av Giro della Romagna Vinnare av Giro della Provincia Milano med Costante Girardengo 2:a totalt i Giro d'Italia 2:a i Giro del Veneto 3:a i Milano–Torino 3:a i Giro di Toscana 4:a i Milano–Sanremo 7:a i Milano–Modena | 1924 Vinnare av Lombardiet runt Vinnare av etapp10 i Tour de France Vinnare av Giro della Provincia Milano med Bartolomeo Aimo 10:a i Milano–Sanremo 1925 2:a i Milano–Sanremo 3:a totalt i Giro d'Italia Vinnare av etapp 5 3:a i Milano–Sanremo 3:a i Giro dell'Emilia 3:a i Giro del Veneto 5:a i Lombardiet runt 5:a i Giro della Provincia Milano med Bartolomeo Aimo 1926 Vinnare totalt av Giro d'Italia Vinnare av etapp 8 Vinnare av Giro della Provincia Milano med Alfredo Binda 2:a i Milano–Modena 2:a i Giro del Piemonte 3:a i linjelopp vid Italienska mästerskapen 4:a i Giro di Romagna 4:a i Giro di Toscana 5:a i Giro del Veneto 1927 2:a totalt i Giro d'Italia Vinnare av etapp 13 3:a i Giro di Toscana 5:a i linjelopp vid Italienska mästerskapen 7:a i Lombardiet runt 9:a i Milano–Sanremo 1928 3:a i Milano–Sanremo 6:a i linjelopp vid Italienska mästerskapen 9:a totalt i Giro d'Italia 10:a i Giro del Veneto |